# Бернард Аккама
Бернардус Аккама (*1697, Бурум — †1756, Леуварден) — нідерландський художник XVIII століття, відомий як майстер портретів і історичного живопису.  

## Біографія
Народився у провінції Фрисландія, ймовірно, в містечку Бурум, у родині священика Саймона Аккама та його дружини Аелтьє Боетес Нівелт. Охрещений 12 липня 1697 року.  
Більшу частину життя провів у Леувардені, де створював портрети для фрисландської еліти. Працював на замовлення Вільгельма IV, принца Оранського. Значна частина його робіт була втрачена під час революції 1795 року.  
Бернардус був братом і наставником художника Маттеуса Аккама.  

## Відомі роботи
- Портрет Анни Ганноверської, принцеси Оранської-Нассау (1736).
- Роботи для фрисландської знаті, зокрема сімейство Кулон та Марії Лібори ван Гаерсма.

## Втрачені роботи
Через революційні події 1795 року значна частина творчої спадщини художника зникла.  